# Dietrich IV./VI. (Kleve)

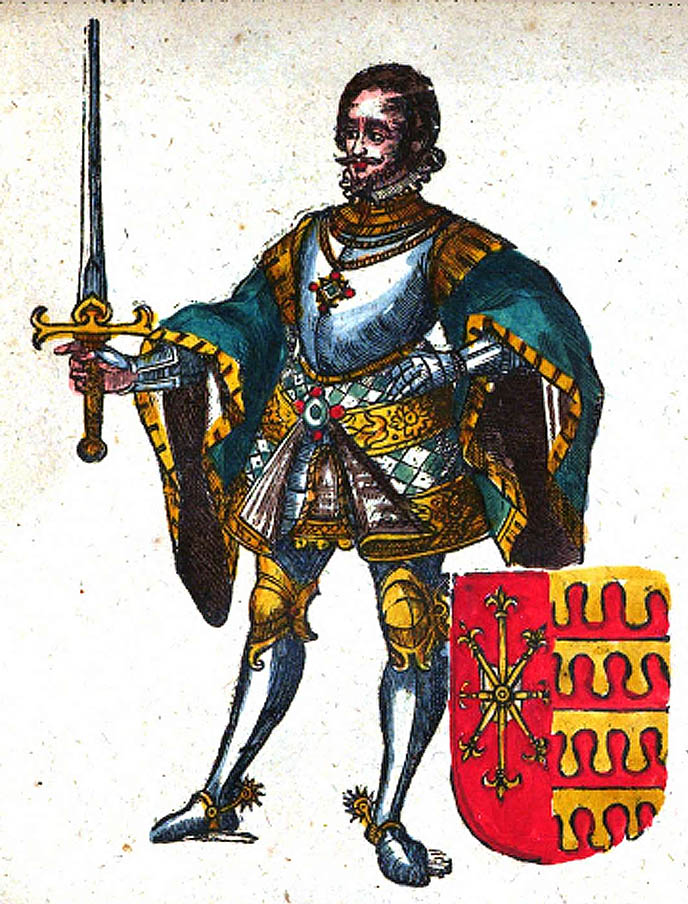
Dietrich IV./VI von Kleve Stam-Buch der hochgebornen und beruhmten Grafen und durchleuchtigen Hertzogen 1677

Dietrich IV./VI. von Kleve (* um 1185; † 13. Mai oder 26. Juni 1260) (auch: Dietrich Nust) war einziger Sohn des Grafen Dietrich III./V. von Kleve und der Margarethe von Holland, Tochter von Graf Florenz III. Er war Graf von Kleve von etwa 1202 bis 1260. Während er in der älteren Forschung als Dietrich VI. (gelegentlich auch als Dietrich V.) bezeichnet wird, wird er in der jüngeren, auf Kraus basierenden Forschung, als Dietrich IV. gezählt.

## Leben
Dietrich folgte minderjährig seinem Vater und wurde der eigentliche Gründer des Territorialstaates Kleve. Er förderte sehr die Besiedlung des Landes und gründete Burgen und Städte, unter anderem Wesel, Kleve, Kalkar und Grieth. Er ging im deutschen Thronstreit erst 1214 endgültig über zum späteren Kaiser Friedrich II. und bekam von ihm alle Lehen bestätigt. Im Jahr 1203 griff er im Erbkrieg in Holland zugunsten seiner Nichte Adelheid (Ada) ein, ohne ihr eigentlich helfen zu können. Er gehörte mit zur Opposition gegen Engelbert I. von Köln, ohne an dessen Ermordung 1225 beteiligt gewesen zu sein. Er unterstützte den Erzbischof von Bremen bei dessen „Kreuzzug“ gegen die Stedinger Bauern, machte 1234 die Schlacht bei Altenesch mit und blieb wie die anderen Großen von Westfalen im Gegensatz zu den Erzbischöfen von Köln. Er unterstützte 1247 König Wilhelm von Holland, der ihm alle Reichslehen bestätigte. Er griff 1248 in den Flandern-Erbkrieg gegen das Haus Dampierre-Namur ein, gewann unter anderem Gahlen, Castrop, Mengede bei Dortmund, Hülchrath bei Neuss und die Vogtei von Willibrord in Wesel und Dinslaken und festigte die Position des Hauses am Niederrhein. Nach dem frühen Tod seines Sohnes Dietrich primogenitus teilte Graf Dietrich die Herrschaft 1255 unter seine verbliebenen Söhne Dietrich V./VII. und Dietrich Luf auf, die aus seiner zweiten Ehe mit Hedwig von Meißen stammten. Seine Tochter Agnes (~ 1232 – ~ 1. August 1285) heiratete Bernhard IV. zur Lippe. Kurz vor seinem Tod ließ Dietrich die Burg Monterberg bei Kalkar wiederaufbauen.